# Diogenornis fragilis
Diogenornis fragilis — викопний вид птахів родини Нандуві (Rheidae). Птах існував в палеоцені, 56 млн років тому. Він схожий на сучасних нанду, проте мав вужчий дзьоб та довші крила. Сягав 2/3 розміру сучасного Rhea americana. Скам'янілі рештки знайдені у вапнякових відкладеннях на сході Бразилії.